# هایک ملیکیان (کشتی‌گیر)
هایک ملیکیان (ارمنی: Հայկ Մելիքյան؛ ) کشتی‌گیر مرد اهل ارمنستان در رشته کشتی فرنگی است که در مجموع  برندهٔ ۱ مدال نقره شده است.